# Popcaan
Popcaan, pseudonimo di Andrae Hugh Sutherland (Parrocchia di Saint Thomas, 19 luglio 1988), è un cantante e disc jockey giamaicano.

## Biografia
Popcaan è salito alla ribalta nel 2014 con Where We Come From, il suo primo album in studio, che si è posizionato 2º nella Reggae Albums di Billboard e che è stato accolto positivamente dalla critica. Il successo riscontrato dal disco gli ha fruttato un MOBO Award nel 2015, a cui se n'è aggiunto un altro l'anno successivo.
Nel 2017 è stato selezionato come artista d'apertura di alcune tappe del Boy Meets World Tour di Drake, mentre nel dicembre 2018 ha imbarcato una tournée come headliner nel Regno Unito a supporto dell'album Forever, che ha fatto la propria entrata in classifica sia in Canada che negli Stati Uniti d'America.
Fixtape, reso disponibile dalla OVO Sound, è divenuto il suo miglior posizionamento nella graduatoria canadese e statunitense. La British Phonographic Industry gli ha conferito sette dischi d'argento e uno d'oro, corrispondenti a 1,8 milioni di unità certificate in singoli complessivamente in suolo britannico.

## Discografia

### Album in studio
- 2014 – Where We Come From
- 2018 – Forever
- 2019 – Vanquish
- 2020 – Fixtape
- 2023 – Great Is He

### EP
- 2012 – Only Man She Want
- 2020 – Link Up (con Preme)
- 2021 – Gyalentine's
- 2021 – Solid Focus Riddim (con Zamunda e Furnace)

### Mixtape
- 2012 – Unruly
- 2023 – Best Mood

### Singoli
- 2011 – Way Up
- 2011 – Summer Time (con Vybz Kartel)
- 2011 – We Never Fear Dem (con Vybz Kartel)
- 2011 – Ravin
- 2011 – Naughty Girl
- 2011 – No Yes Man
- 2012 – Get Gyal Easy
- 2012 – Head Bad
- 2012 – Kick Dem Fe Fun
- 2012 – Clean
- 2012 – Nuh Link with Enemy
- 2012 – Nah Leave (feat. Mario C)
- 2012 – Fry Yiy
- 2012 – Badmind a Kill Dem
- 2012 – Double Trouble Riddim (con Vybz Kartel, Masicka e Tommy Lee)
- 2012 – She a Gwan Good (Medal)
- 2012 – Diss Mi Friend
- 2012 – Popcaan Says
- 2012 – Mi Baby Dat
- 2012 – Can't Believe It
- 2012 – Food Haffi Run
- 2012 – Youth Affi Born
- 2012 – Kill Bwoy Quick
- 2012 – Party Non Stop
- 2012 – Dem Nuh Worry Me
- 2012 – Jingle Bell
- 2012 – Road Hafi Tek On
- 2012 – Bad Any Weh
- 2012 – Road Hafi Tek On
- 2013 – Unruly Gal
- 2013 – Unruly Rave
- 2013 – Straight (Tr8)
- 2013 – Your My Baby
- 2013 – Born Bad
- 2013 – Nuh Ramp
- 2013 – Every Gyal a Fi We
- 2014 – Neva Fraid
- 2014 – Only Jah Know
- 2014 – Love Yuh Bad
- 2014 – Tie Mi
- 2014 – Unruly Party
- 2014 – Fix Tings
- 2015 – Dem a Knock off (Killy Killy)
- 2015 – Junction
- 2015 – Mad Me
- 2015 – Mama Pray fa Me
- 2015 – Rup Rup (Bad Inna Real Life)
- 2015 – Slap One
- 2015 – Unruly Prayer
- 2015 – Inna Yuh Belly
- 2015 – Testify
- 2015 – Kick Out (con Trita Finga)
- 2015 – My God
- 2015 – Gal Farm
- 2015 – Weed Is My Best Friend
- 2015 – God Alone
- 2015 – Homemade
- 2016 – Fiesty Chat
- 2016 – High All Day
- 2016 – Feel Good
- 2016 – Aysica Riddim
- 2016 – Never Get Pick (con Versatile)
- 2016 – Kill Badmind
- 2016 – Never Sober
- 2016 – So Lie
- 2016 – VVIP
- 2016 – Ova Dweet
- 2016 – Warrior
- 2016 – Wish Bad (con Sizzla Kalonji)
- 2016 – Man a Murdera
- 2016 – Killy Killy
- 2016 – Wicked Man Ting
- 2016 – World Cup
- 2016 – Stay Alive
- 2016 – Ky kwengko (feat. Dosa Medicine)
- 2016 – Bad Ah Yard
- 2016 – Dutty Dread
- 2016 – Up Top
- 2016 – Nah Idle
- 2016 – Mi Unruly
- 2016 – Fully Auto
- 2016 – Stay Up
- 2016 – New Level
- 2016 – Fresh Jordan
- 2016 – Christmas Gift
- 2017 – Unruly King
- 2017 – It Real
- 2017 – Jungle Justice
- 2017 – In Love
- 2017 – Stronger Now
- 2017 – Real Thugz
- 2017 – My Story (feat. Davido)
- 2017 – Still Feel Good
- 2017 – Up Forever
- 2017 – Bad Yuh Bad
- 2017 – 1guh (We Run the Grung)
- 2017 – Hot like Fire Riddim
- 2017 – We Pray (con Dre Island)
- 2017 – El Chapo
- 2017 – Anytime
- 2017 – Addicted
- 2017 – Live Love Laugh
- 2017 – Family
- 2017 – Dem Wah Fi Know
- 2017 – Rich & Bad
- 2017 – New Money
- 2018 – Bullet Proof
- 2018 – Weed Settingz
- 2018 – My Type
- 2018 – Inviolable
- 2018 – Steamy (con Jah Vinci)
- 2018 – Rifle Slap Roun Deh
- 2019 – Best/Blessed
- 2019 – When You Wine like That
- 2019 – V.S.O.P.
- 2019 – Trigga Play
- 2019 – Nuh Bwoy Can't Box Mi
- 2019 – Good Body Gal Dem
- 2019 – Redress
- 2019 – Unstoppable
- 2019 – Trouble Deh Deh
- 2019 – Level Up
- 2019 – Trouble Deh Deh
- 2019 – Sicario
- 2019 – Millions (con Unruly Cuz)
- 2019 – Goals
- 2019 – 5 Bills
- 2019 – Traumatized
- 2019 – Victoria Secret
- 2019 – Party Business
- 2019 – I'm Blessed with Life
- 2019 – Go Nana (con Richie Stephens)
- 2019 – Baby Yuh Tight
- 2019 – New Found Love
- 2019 – Irreplaceable
- 2019 – Money Heist
- 2019 – Badness
- 2020 – Sex on the River
- 2020 – Mamakita
- 2020 – Here to Stay
- 2020 – Buzz
- 2020 – Twist & Turn (feat. Drake & PartyNextDoor)
- 2020 – Brawlin (feat. Frahcess One)
- 2020 – Cream (con Frahcess One)
- 2020 – Rich Symptom (con Furnace)
- 2021 – Relevant
- 2021 – Medal
- 2021 – Jah Love (con Zamunda e Dre Island)
- 2021 – Win
- 2021 – Memory
- 2021 – God Is Love (con Beres Hammond)
- 2021 – Survivor
- 2021 – Wine All Day
- 2021 – Millionaire (feat. Geno)
- 2021 – Block Traffic
- 2021 – Find Dem
- 2021 – Pool Party
- 2021 – Blessings (con Bakersteez)
- 2021 – So Cold (con Bella Shmurda)
- 2021 – A Mother's Love (con Beres Hammond)
- 2021 – Monsta (con Miss Lafamilia)
- 2021 – Live Some Life
- 2021 – Vibe (con Skip Marley)
- 2021 – Superior
- 2021 – Levels
- 2021 – Money Speak
- 2021 – El Gringo
- 2022 – Elevate (con Imeru Tafari)
- 2022 – Skeleton Cartier
- 2022 – 1 Tec (con Dane Ray e Jahshii)
- 2022 – Cocaine Money
- 2022 – One Way
- 2022 – Next to Me (con Toni-Ann Singh)
- 2022 – Set It
- 2023 – We Caa Done (con Drake)
- 2023 – Bend It Over
- 2023 – Celebrate (feat. Black Sherif)
- 2023 – Tonight (con Patoranking)
- 2023 – Dull Colour (con Vybz Kartel)
- 2023 – Vibrations (con Imeru Tafari e Chronic Law)
- 2023 – Nyqui (con Anju Blaxx)
- 2023 – Tequila Shots (con Fivio Foreign e Vybz Kartel)
- 2023 – 4WUD (con Anju Blaxx)
- 2023 – 876 (con Anju Blaxx)
- 2024 – Warrior (con Natebadz)
- 2024 – Greatness Inside Out
- 2024 – Bike Life
- 2024 – Who Is You
- 2024 – Immigrant
- 2024 – Unruly Anthem
- 2024 – Kill E Club
- 2024 – Lifestyle (con Masicka)
- 2024 – Personal (con Nia Smith)
- 2024 – Show Me
- 2024 – Smooth Lovin (con Krept x Konan)
- 2024 – More Money (con Tanto Blacks)
- 2024 – Feeling Alive (Up Yuhself)
- 2024 – Underground
- 2025 – Kick It wid Myself (con Chronic Law)

### Collaborazioni
- 2012 – Lighters Up (Snoop Lion feat. Mavado & Popcaan)
- 2017 – Saturnz Barz (Gorillaz feat. Popcaan)
- 2019 – Risky (Davido feat. Popcaan)
- 2020 – Come Over (Jorja Smith feat. Popcaan)
- 2024 – Vex (Rudimental e Skepsis feat. Mist & Popcaan)